# Zasada nieoznaczoności

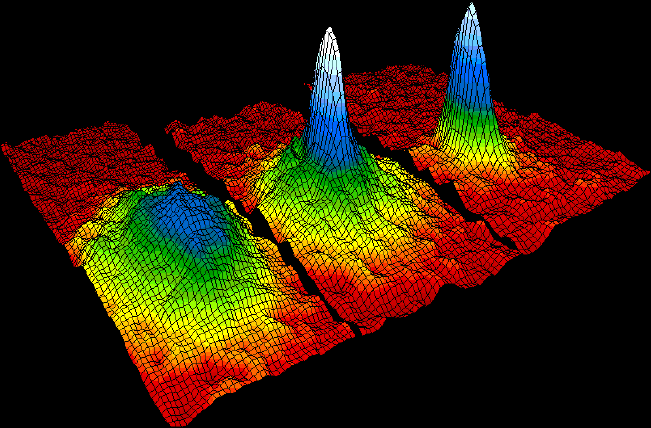
Dane dotyczące rozkładu prędkości atomów dla kondensatu Bosego-Einsteina pozwalają dostrzec w eksperymencie wpływ zasady nieoznaczoności na obiekty kwantowe. Kolory umowne oznaczają liczbę atomów odpowiadających każdej prędkości – czerwony oznacza mniejszą liczbę, a biały większą.
Lewy: tuż przed pojawieniem się kondensatu Bosego-Einsteina.
Środkowy: zaraz po otrzymaniu kondensatu.
Prawy: Po dalszym parowaniu pozostała próbka prawie czystego kondensatu.
Nachylenie zbocza szczytu musi być łagodne, bo inaczej złamana zostałaby zasada nieoznaczoności: Błąd określenia pozycji atomów jest bardzo mały i dlatego błąd pomiaru pędu (prędkości) musi być odpowiednio większy, aby ich iloczyn był większy niż stała Plancka

Zasada nieoznaczoności (zasada nieoznaczoności Heisenberga lub zasada nieokreśloności) – reguła, która mówi, że istnieją takie pary wielkości, których nie da się jednocześnie zmierzyć z dowolną dokładnością. O wielkościach takich mówi się, że nie komutują. Akt pomiaru jednej wielkości wpływa na układ tak, że część informacji o drugiej wielkości jest tracona. Zasada nieoznaczoności nie wynika z niedoskonałości metod ani instrumentów pomiaru, lecz z samej natury rzeczywistości.

## Matematyczna postać zasady
Zasada nieoznaczoności mówi, że nie można z dowolną dokładnością wyznaczyć jednocześnie położenia i pędu cząstki. Odkryta i sformułowana przez Wernera Heisenberga w 1927 roku, jest konsekwencją dualizmu korpuskularno-falowego. Matematyczna postać zasady nieoznaczoności:
{\displaystyle \Delta x\Delta p_{x}\geqslant {\frac {h}{4\pi }}={\frac {\hbar }{2}},}
gdzie:
{\displaystyle \Delta x} – nieokreśloność pomiaru położenia (odchylenie standardowe położenia),
{\displaystyle \Delta p_{x}} – nieokreśloność pomiaru pędu (odchylenie standardowe pędu),
{\displaystyle h} – stała Plancka.
Jest uogólniana na inne pary (kanonicznie sprzężonych) wielkości fizycznych, np. czas i energię – nie można z dowolną dokładnością wyznaczyć jednocześnie czasu życia nietrwałej cząstki i energii stowarzyszonej z nią fali de Broglie’a:
{\displaystyle \Delta E\Delta t\geqslant {\frac {\hbar }{2}},}
gdzie:
{\displaystyle \Delta E} – nieokreśloność pomiaru energii (odchylenie standardowe energii),
{\displaystyle \Delta t} – nieokreśloność pomiaru czasu (odchylenie standardowe czasu).
Zależność ta pierwszy raz została zaproponowana przez Leonida Mandelstama oraz Igora Tamma w roku 1945 w artykule, w którym sformułowali oni jedno z twierdzeń o prędkości ewolucji stanu kwantowego, które sprowadza się do niej dla {\displaystyle \Delta t=\Delta t_{\perp }/\pi }, gdzie {\displaystyle \Delta t_{\perp }} jest interwałem ortogonalizacji stanu kwantowego.
Ważne jest, by podkreślić, że {\displaystyle \Delta x} itd. nie są niepewnościami pomiarowymi, wynikającymi z niedoskonałości urządzeń lub metod pomiarowych, ale rozrzutami wyników (wariancją) wynikających z istoty samego pomiaru lub istoty samej mechaniki kwantowej (interpretacja kopenhaska). Z matematycznego punktu widzenia zasada nieoznaczoności jest konsekwencją braku komutacji operatorów współrzędnej położenia i współrzędnej pędu
{\displaystyle [{\hat {x}},{\hat {p}}_{x}]=\mathrm {i} \hbar ,}
gdzie komutator {\displaystyle [{\hat {A}},{\hat {B}}]={\hat {A}}{\hat {B}}-{\hat {B}}{\hat {A}}.} W mechanice kwantowej operatory opisujące wielkości fizyczne (obserwable) nie muszą komutować (być przemienne). Konsekwencją tego jest zasada nieoznaczoności. Zachodzi ona dla dowolnych dwóch obserwabli ({\displaystyle {\hat {A}}} i {\displaystyle {\hat {B}}}), gdy tylko {\displaystyle [{\hat {A}},{\hat {B}}]} jest różne od zera.
Samą zasadę nieoznaczoności można spróbować zrozumieć na przykładzie: wyobraźmy sobie, że wykonujemy zdjęcie aparatem fotograficznym. Na zdjęciu widzimy pędzący samochód, o znanej długości. W zależności od szybkości migawki ruszający się samochód będzie mniej lub bardziej rozmyty. Jeżeli czas naświetlania będzie duży, to samochód wyda się na zdjęciu dłuższy. Jeżeli zmierzymy długość samochodu na zdjęciu, to możemy określić jego prędkość:
{\displaystyle v=(l'-l)/t,}
gdzie:
{\displaystyle l'} – długość samochodu na zdjęciu,
{\displaystyle l} – rzeczywista długość samochodu,
{\displaystyle t} – czas otwarcia migawki,
(długości {\displaystyle l'} i {\displaystyle l} muszą być w jednej skali).
W tej sytuacji nie da się jednak dokładnie określić położenia samochodu, bo obraz jest rozmyty.
Zmniejszając czas migawki, uzyskamy mniej rozmyty obraz, który pozwoli na lepsze określenie położenia samochodu w chwili robienia zdjęcia, jednak będzie on mniej rozmyty i dokładne określenie prędkości będzie coraz trudniejsze. W granicznym przypadku {\displaystyle (t=0)} będzie można precyzyjnie określić położenie, ale nie uzyska się żadnych informacji o prędkości.
Powyższy przykład nie odpowiada w pełni zasadzie nieoznaczoności; został tu podany jedynie w celu ułatwienia zrozumienia istoty tej zasady.
W Krótkiej historii czasu Stephena Hawkinga zasada nieoznaczoności została wyjaśniona w sposób następujący. Załóżmy, że chcemy poznać położenie cząstki. Oczywistą metodą jest ją naświetlić (analogicznie przy technikach skaningowych itp.). Jednak fotony w kontakcie z badaną cząstką zmieniają jej pęd w sposób niedający się przewidzieć. Aby temu zapobiegać, można użyć fali o mniejszej energii (tzn. dłuższej); wówczas jednak rozdzielczość uzyskanego obrazu jest gorsza, a zatem nieoznaczoność położenia większa.
Podane przykłady służą tylko jako model poglądowy. Zaburzenie układu fotonem rzeczywiście następuje. W ogólności każdy pomiar w jakiś sposób zaburza układ fizyczny, ale to nie z tego wynika zasada nieoznaczoności. Przyjęcie takiego założenia sugerowałoby, że układ (np. cząstka) przed wykonaniem pomiaru miała ściśle określone położenie i pęd w danej chwili czasu, a jest to niemożliwe.

## Kwantowe implikacje
W skalach, które bada mechanika kwantowa, nie ma możliwości nieskończenie dokładnego pomiaru jednocześnie położenia i pędu cząstki, gdyż każdy pomiar z samej swojej natury wpływa na badany obiekt, zmieniając jego właściwości. Można przewidywać jedynie średnie wyniki z serii wielu pomiarów. Ważne jest, by podkreślić, że {\displaystyle \Delta x} itd. nie są błędami pomiarowymi wynikającymi z niedoskonałości urządzeń lub metod pomiarowych, ale niepewnościami wyników (wariancją) wynikających z istoty samego pomiaru.
Sam pomiar bowiem w przeważającej większości przypadków zmienia stan układu. Przykładowo, obserwując dany obiekt, oświetlamy go fotonami. Im dokładniej chcemy zbadać położenie obiektu, tym krótsza musi być długość fali fotonów używanych do obserwacji. Fotony o krótszej długości fali niosą większą energię i pęd, a przez to bardziej zaburzają badany układ.
Stała Plancka (h = 6,626·10−34 J·s) wyznacza tu pewną charakterystyczną skalę. Obiekty, dla których długość fali jest zbliżona do ich wielkości, nabierają na skutek działania niesamowitych własności. Przykładem może być tu elektron, który na skutek tunelowania może przejść przez odpowiednio wąską barierę potencjału, mimo że jego energia jest mniejsza od wysokości tej bariery.
Zależność opisująca zasadę nieoznaczoności dla energii i czasu prowadzi do zaskakującego wniosku. Mechanika kwantowa pozwala na pozorne złamanie zasady zachowania energii. Z próżni może wyłonić się wirtualna cząstka, jeżeli po chwili ponownie zniknie. Proces ten nazywany jest fluktuacją kwantową i zachodzi tak szybko, że nie jest dla nas zauważalny. Zgodnie z mechaniką kwantową najdoskonalsza próżnia wypełniona jest oceanem wirtualnych cząstek, które stale pojawiają się i znikają. W skali makro bilans energetyczny wychodzi na zero, dzięki czemu zasada zachowania energii nie zostanie złamana. Eksperymentalnie można zaobserwować istnienie wirtualnych cząstek dzięki efektowi Casimira.
W przypadku obiektów fizycznych znacznie większych od długości Plancka własności kwantowe nie są zauważalne. Przykładowo, mrówka o masie 0,1 g i długości 1 mm, która w czasie 1 s pokonuje drogę 1 mm ma pęd równy 0,1 g·mm/s. Zgodnie z zasadą nieoznaczoności jej pozycję i pęd można równocześnie zmierzyć z dokładnością nie większą niż do 10 miejsca po przecinku. Taka dokładność jest zupełnie wystarczająca w codziennych doświadczeniach, dlatego efekty kwantowe nie są tu możliwe do zaobserwowania.

## Minimalna długość i czas
Naukowcy spierają się co do skutków zasady nieoznaczoności. Jedną z jej implikacji jest istnienie pewnej elementarnej długości Plancka, która wyznacza granice pomiarów. Jej wartość szacuje się na 10−35 metra. Wartość tę można interpretować w ten sposób, że każda inna długość jest jej wielokrotnością. Idąc dalej, niektórzy naukowcy uważają, że czas też nie płynie w sposób ciągły, lecz zmienia się skokowo. Na jedną sekundę przypada ok. 5·1044 elementarnych kroków, w których zmienia się stan naszego otoczenia. Odwrotność tej liczby określa się jako czas Plancka. Jednak długość Plancka i czas Plancka znajduje się daleko poza zasięgiem dokładności pomiarów nawet w największych akceleratorach cząstek.

## Ścisła postać
Średnia wartość obserwabli {\displaystyle {\hat {Q}}} jest dana wzorem
{\displaystyle \langle {\hat {Q}}\rangle =\langle \psi |{\hat {Q}}|\psi \rangle =\int _{-\infty }^{+\infty }\mathrm {d} x\,\psi ^{*}(x){\hat {Q}}\psi (x).}
Niepewność określa się wzorem
{\displaystyle \Delta Q={\sqrt {\langle ({\hat {Q}}-\langle {\hat {Q}}\rangle )^{2}\rangle }},}
czyli
{\displaystyle (\Delta Q)^{2}=\langle ({\hat {Q}}-\langle {\hat {Q}}\rangle )^{2}\rangle =\langle {\hat {Q}}^{2}\rangle -\langle {\hat {Q}}\rangle ^{2}.}
Na przykład
{\displaystyle \langle {\hat {x}}^{2}\rangle =\langle \psi |{\hat {x}}^{2}|\psi \rangle =\int _{-\infty }^{+\infty }\mathrm {d} x\,x^{2}|\psi (x)|^{2},}
{\displaystyle \langle {\hat {p}}_{x}^{2}\rangle =\langle \psi |{\hat {p}}_{x}^{2}|\psi \rangle =\int _{-\infty }^{+\infty }\mathrm {d} x\,\psi ^{*}(x)\left(-\hbar ^{2}{\frac {\partial ^{2}}{\partial x^{2}}}\right)\psi (x),}
{\displaystyle (\Delta x)^{2}=\langle {\hat {x}}^{2}\rangle -\langle {\hat {x}}\rangle ^{2},}
{\displaystyle (\Delta p_{x})^{2}=\langle {\hat {p}}_{x}^{2}\rangle -\langle {\hat {p}}_{x}\rangle ^{2}.}
Właśnie dla tak zdefiniowanych {\displaystyle \Delta x,} {\displaystyle \Delta p_{x}} jest spełniona nierówność
{\displaystyle \Delta x\Delta p_{x}\geqslant {\frac {\hbar }{2}},}
przy czym rzeczywiście istnieją funkcje falowe, dla których jest to równość i takie, dla których nierówność jest ostra.

## Ogólna postać zasady
Jeżeli w danym stanie kwantowym {\displaystyle |\psi \rangle } wektory {\displaystyle {\hat {A}}|\psi \rangle } i {\displaystyle {\hat {B}}|\psi \rangle } są prawidłowo określonymi wektorami stanu, to zachodzi:
{\displaystyle \sigma ^{2}({\hat {A}})\sigma ^{2}({\hat {B}})\geqslant {\frac {1}{4}}\left|\langle \psi |[{\hat {A}},{\hat {B}}]|\psi \rangle \right|^{2},}
gdzie:
{\displaystyle \sigma } – odchylenie standardowe,
{\displaystyle {\hat {A}},{\hat {B}}} – dowolne obserwable.

## Dowód
Z nierówności Schwarza w przestrzeni Hilberta
{\displaystyle \langle \psi |{\hat {A}}^{2}|\psi \rangle \langle \psi |{\hat {B}}^{2}|\psi \rangle \geqslant \left|\langle \psi |{\hat {A}}{\hat {B}}|\psi \rangle \right|^{2}.}
Z nierówności trójkąta dla liczb zespolonych
{\displaystyle 4\left|\langle {\hat {A}}{\hat {B}}\rangle \right|^{2}=\left(\left|\langle \psi |{\hat {A}}{\hat {B}}|\psi \rangle \right|+\left|\langle \psi |{\hat {B}}{\hat {A}}|\psi \rangle \right|\right)^{2}\geqslant \left|\langle \psi |[{\hat {A}},{\hat {B}}]|\psi \rangle \right|^{2}=\left|\langle \psi |{\hat {A}}{\hat {B}}|\psi \rangle -\langle \psi |{\hat {B}}{\hat {A}}|\psi \rangle \right|^{2}.}
Wtedy również dla
{\displaystyle {\hat {A}}\to {\hat {A}}-\langle {\hat {A}}\rangle ,}
{\displaystyle {\hat {B}}\to {\hat {B}}-\langle {\hat {B}}\rangle ,}
ponieważ liczba komutuje z operatorem, co dowodzi zasadę nieoznaczoności.

## Inne nierówności
„Zasadą nieoznaczoności” nazywa się też czasami relację pomiędzy niepewnością pomiaru a skalą wpływu, jaki ma on na mierzony układ. Relacja ta obowiązuje tylko dla wielu pomiarów (dla wartości uśrednionych) i może zostać złamana w przypadku indywidualnych pomiarów, co potwierdzono eksperymentalnie.
Również w przypadku wielu słabych pomiarów iloczyn wariancji pędu i położenia może być dowolnie mały, co przeczy zasadzie Heisenberga. Owo zwiększenie precyzji odbywa się jednak kosztem zmniejszenia przewidywalności, czyli zdolności do wnioskowania o przeszłym stanie układu.